# Tempomat

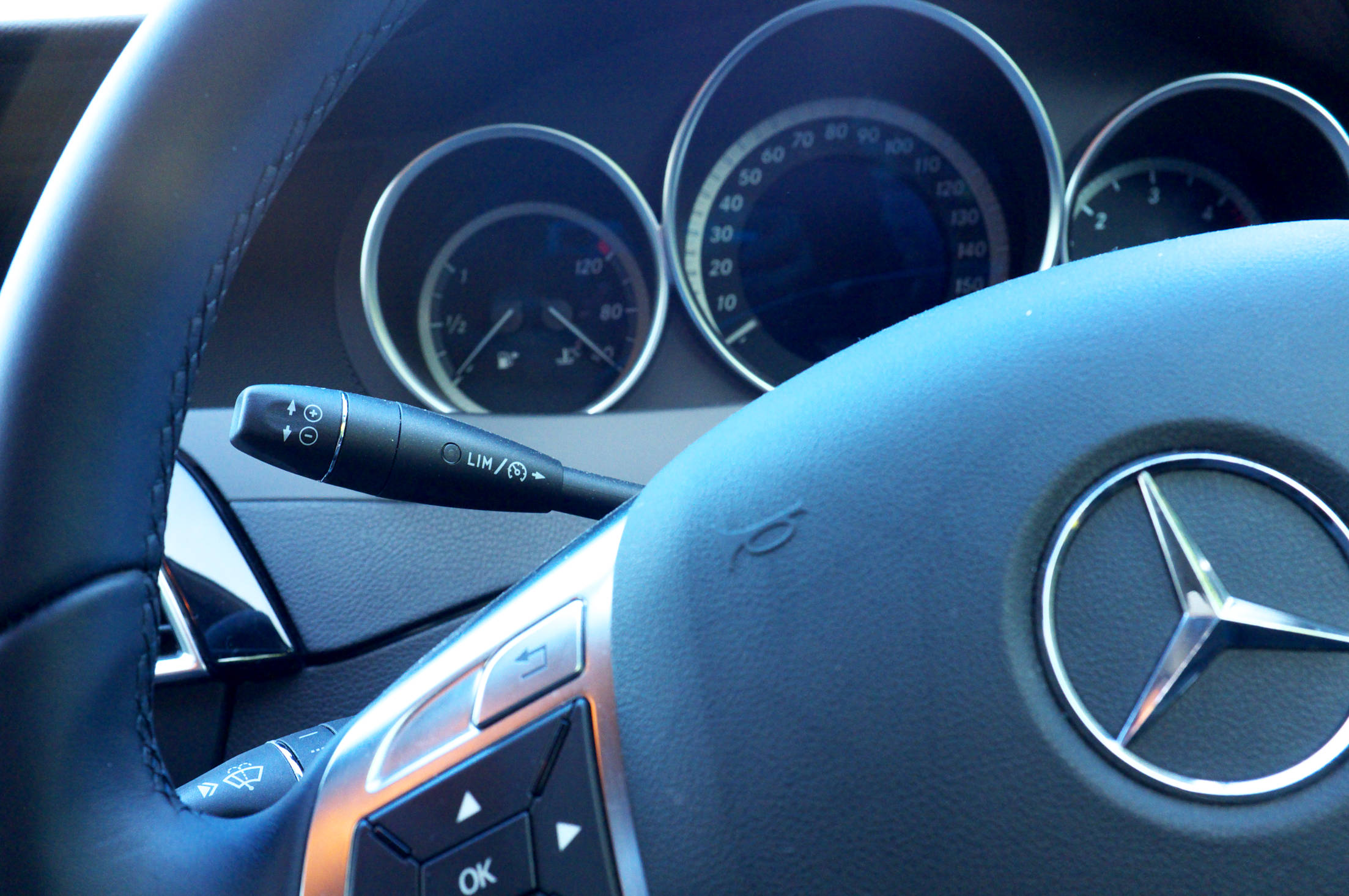
Dźwigienka tempomatu w Mercedesie C220

Kontrolka tempomatu

Tempomat (CCS, z ang. Cruising Control System) – urządzenie utrzymujące stałą prędkość pojazdu niezależnie od tego, czy pojazd porusza się po płaskiej nawierzchni, czy też pochyłej (podjazdy, zjazdy). Kierowca nie musi naciskać pedału przyspieszenia, gdyż regulacja prędkości odbywa się automatycznie (w przypadku wyposażenia w skrzynię automatyczną również biegi są zmieniane automatycznie). Naciśnięcie pedału hamulca powoduje natychmiastowe wyłączenie tempomatu. W niektórych wersjach, po wciśnięciu jednego z przycisków, tempomat przywraca poprzednio ustaloną prędkość. Po wciśnięciu pedału przyspieszenia w trakcie pracy tempomatu – pojazd przyspiesza, a po jego zwolnieniu wraca do ustawionej prędkości.
Urządzenie pomaga zachować maksymalną prędkość dozwoloną na danym obszarze i zapobiega niezamierzonemu jej przekroczeniu. Utrzymanie stałej prędkości sprzyja też ekonomicznej jeździe.
Technicznie tempomat jest rodzajem regulatora PID. Typowymi parametrami wejściowymi są przyciski sterowania itp. dostępne kierowcy, czujniki położenia pedałów gazu, hamulca ew. sprzęgła oraz sygnał opisujący prędkość pojazdu. Typowym efektorem jest w starszych rozwiązaniach zespół zaworów i siłownika (najczęściej podciśnieniowego) napędzającego przepustnicę równolegle do pedału gazu, w wersjach nowszych sterowana jest przepustnica elektroniczna. Na pracę tempomatu często wpływa wiele parametrów pracy samochodu i silnika, np. występują blokady od minimalnej prędkości, od temperatury silnika, od awarii sterowania silnika („check engine”) itp.
Konstrukcja tempomatu
Elementy tempomatu:
- czujnik prędkości jazdy,
- elektroniczna jednostka sterująca,
- regulator (nastawnik) kąta ustawienia przepustnicy,
- przełączniki służące do ustawienia żądanej prędkości jazdy i wyłączenia układu.

Działanie tempomatu
Programowanie odpowiedniej prędkości odbywa się za pomocą przełączników – kierowca ustawia wybraną przez siebie prędkość za pomocą przycisków przy kole kierowniczym (rzadziej za pomocą włącznika przy tablicy wskaźników). Na podstawie otrzymanych sygnałów z czujnika prędkości jazdy i przełączników, elektroniczna jednostka sterująca przesyła sygnał – odpowiedni do wprowadzonej prędkości jazdy – do elementu wykonawczego, jakim jest regulator kąta ustawienia przepustnicy. Jednostka sterująca nieustannie porównuje rzeczywistą prędkość jazdy z wprowadzoną prędkością (przy jakichkolwiek zmianach koryguje prędkość rzeczywistą za pomocą elementów nastawczych).
Elektroniczna jednostka sterująca zasilana jest prądem z akumulatora, przerwa w zasilaniu powoduje wyłączenie tempomatu. Regulator (nastawnik) przeważnie połączony jest z przepustnicą za pomocą cięgna Bowdena lub dźwigni.
Sygnał z czujnika prędkości jazdy przekazywany jest m.in. z urządzenia sterującego ABS (prędkość pojazdu ustalana jest za pomocą sygnałów płynących z czujników prędkości obrotowej koła).
Tempomaty montuje się też w pojazdach szynowych, zwłaszcza zespołach trakcyjnych i wagonach silnikowych, co znacznie ułatwia pracę maszynisty.